# The Moon Diamond
The Moon Diamond è un cortometraggio del 1926 diretto da A.E. Coleby. È il quinto episodio della serie Inscrutable Drew, Investigator, incentrata sul personaggio di Victor Drew.

## Trama
Il generale Fang ruba un diamante da un tempio cinese e si reca a Londra per venderlo al fine di comprare armi da inviare in Cina.